# Bridgeport (California)
Bridgeport es un lugar designado por el censo y sede de condado del condado de Mono en el estado estadounidense de California.  La actual población de Bridgeport es de 817 habitantes. El pueblo se encuentra ubicado entre la intersección con la U.S. Route 395 y la Ruta Estatal de California 182.

## Geografía
Bridgeport se encuentra ubicado en las coordenadas 38°15′N 119°13′O / 38.250, -119.217.